# Mahdi Gajedi
Mahdi Gajedi (również Mehdi Ghayedi; pers. مهدی قایدی; ur. 5 grudnia 1998 w Buszehrze) – irański piłkarz, występujący na pozycji napastnika w emirackim klubie Ittihad Kalba oraz w reprezentacji Iranu. Uczestnik Pucharu Azji 2023.

## Statystyki

### Klubowe
Na podstawie:
| Klub                   | Sezonów | Liga            | Liga  | Liga   | Puchar krajowy | Puchar krajowy | Kontynentalne | Kontynentalne | Suma  | Suma   |
| Klub                   | Sezonów | Liga            | Mecze | Bramki | Mecze          | Bramki         | Mecze         | Bramki        | Mecze | Bramki |
| ---------------------- | ------- | --------------- | ----- | ------ | -------------- | -------------- | ------------- | ------------- | ----- | ------ |
| F.C. Iranjavan Bushehr | 1       | Azadegan League | 29    | 10     | 0              | 0              | –             | –             | 29    | 10     |
| Esteghlal Teheran      | 4       | Iran Pro League | 81    | 19     | 14             | 2              | 16            | 6             | 111   | 27     |
| Shabab Al-Ahli Dubaj   | 1       | UAE Pro League  | 22    | 4      | 4              | 1              | 1             | 0             | 27    | 5      |
| Esteghlal Teheran      | 1       | Iran Pro League | 29    | 12     | 6              | 0              | –             | –             | 35    | 12     |
| Ittihad Kalba          | 1       | UAE Pro League  | 12    | 6      | 4              | 1              | –             | –             | 16    | 6      |
|                        | Łącznie | Łącznie         | 173   | 51     | 28             | 4              | 17            | 6             | 218   | 61     |

### Reprezentacyjne
Na podstawie:
| Mecze i gole w reprezentacji podczas Pucharu Azji 2023 | Mecze i gole w reprezentacji podczas Pucharu Azji 2023 | Mecze i gole w reprezentacji podczas Pucharu Azji 2023 | Mecze i gole w reprezentacji podczas Pucharu Azji 2023 | Mecze i gole w reprezentacji podczas Pucharu Azji 2023 | Mecze i gole w reprezentacji podczas Pucharu Azji 2023 | Mecze i gole w reprezentacji podczas Pucharu Azji 2023 | Mecze i gole w reprezentacji podczas Pucharu Azji 2023 |
| Lp.                                                    | Data                                                   | Miasto                                                 | Przeciwnik                                             | Wynik                                                  | Gole                                                   | Inne                                                   | Faza rozgrywek                                         |
| ------------------------------------------------------ | ------------------------------------------------------ | ------------------------------------------------------ | ------------------------------------------------------ | ------------------------------------------------------ | ------------------------------------------------------ | ------------------------------------------------------ | ------------------------------------------------------ |
| 1.                                                     | 14.01.2024                                             | Ar-Rajjan                                              | Palestyna                                              | 4:1 (3:1)                                              | 38'                                                    |                                                        | Faza grupowa                                           |
| 2.                                                     | 19.01.2024                                             | Doha                                                   | Hongkong                                               | 1:0 (1:0)                                              | 24'                                                    |                                                        | Faza grupowa                                           |
| 3.                                                     | 23.01.2024                                             | Ar-Rajjan                                              | Zjednoczone Emiraty Arabskie                           | 2:1 (1:0)                                              |                                                        |                                                        | Faza grupowa                                           |
| 4.                                                     | 31.01.2024                                             | Doha                                                   | Syria                                                  | 1:1 (k. 5:3)                                           |                                                        |                                                        | 1/8 finału                                             |

## Sukcesy
Na podstawie:

### Klubowe
- Puchar Iranu 2017/18
- Superpuchar Iranu 2022/23

### Reprezentacyjne
- Puchar Narodów CAFA 2023
- III miejsce na Pucharze Azji 2023